# Адріан Жауде
Адріан Жауде (порт. Adrian Jaoude; нар. 11 жовтня 1981, Ріо-де-Жанейро) — бразильський борець вільного стилю, срібний призер чемпіонату Південної Америки, бронзовий призер Панамериканського чемпіонату, бронзовий призер Південноамериканських ігор.

## Життєпис
Боротьбою почав займатися з 1999 року.
Виступає за спортивний клуб Військово-морських сил, Ріо-де-Жанейро. Тренер — Іван Чочев.
Його старший брат Антуан Жауде теж борець вільного стилю — срібний та триразовий бронзовий призер Панамериканських чемпіонатів, бронзовий призер Панамериканських ігор, чемпіон Південної Америки, учасник Олімпійських ігор.

## Спортивні результати на міжнародних змаганнях

### Виступи на Чемпіонатах світу
| Змагання                        | Збірна   | Вагова категорія                 | Місце |
| ------------------------------- | -------- | -------------------------------- | ----- |
| Чемпіонат світу з боротьби 2003 | Бразилія | вільна боротьба, до 84 кг        | 29    |
| Чемпіонат світу з боротьби 2006 | Бразилія | вільна боротьба, до 84 кг        | 16    |
| Чемпіонат світу з боротьби 2007 | Бразилія | греко-римська боротьба, до 84 кг | 32    |
| Чемпіонат світу з боротьби 2007 | Бразилія | вільна боротьба, до 84 кг        | 32    |
| Чемпіонат світу з боротьби 2009 | Бразилія | вільна боротьба, до 84 кг        | 31    |
| Чемпіонат світу з боротьби 2011 | Бразилія | вільна боротьба, до 84 кг        | 32    |
| Чемпіонат світу з боротьби 2013 | Бразилія | вільна боротьба, до 84 кг        | 32    |
| Чемпіонат світу з боротьби 2014 | Бразилія | вільна боротьба, до 86 кг        | 32    |
| Чемпіонат світу з боротьби 2015 | Бразилія | вільна боротьба, до 86 кг        | 21    |

### Виступи на Панамериканських чемпіонатах
| Змагання                                   | Збірна   | Вагова категорія          | Місце  |
| ------------------------------------------ | -------- | ------------------------- | ------ |
| Панамериканський чемпіонат з боротьби 2005 | Бразилія | вільна боротьба, до 84 кг | 5      |
| Панамериканський чемпіонат з боротьби 2007 | Бразилія | вільна боротьба, до 84 кг | 8      |
| Панамериканський чемпіонат з боротьби 2008 | Бразилія | вільна боротьба, до 84 кг | Бронза |
| Панамериканський чемпіонат з боротьби 2009 | Бразилія | вільна боротьба, до 84 кг | 7      |
| Панамериканський чемпіонат з боротьби 2011 | Бразилія | вільна боротьба, до 84 кг | 8      |
| Панамериканський чемпіонат з боротьби 2014 | Бразилія | вільна боротьба, до 86 кг | 5      |
| Панамериканський чемпіонат з боротьби 2015 | Бразилія | вільна боротьба, до 86 кг | 10     |

### Виступи на Панамериканських іграх
| Змагання                  | Збірна   | Вагова категорія          | Місце |
| ------------------------- | -------- | ------------------------- | ----- |
| Панамериканські ігри 2007 | Бразилія | вільна боротьба, до 84 кг | 7     |
| Панамериканські ігри 2011 | Бразилія | вільна боротьба, до 84 кг | 5     |

### Виступи на Чемпіонатах Південної Америки
| Змагання                                    | Збірна   | Вагова категорія          | Місце  |
| ------------------------------------------- | -------- | ------------------------- | ------ |
| Чемпіонат Південної Америки з боротьби 2013 | Бразилія | вільна боротьба, до 84 кг | Срібло |

### Виступи на Південноамериканських іграх
| Змагання                       | Збірна   | Вагова категорія          | Місце  |
| ------------------------------ | -------- | ------------------------- | ------ |
| Південноамериканські ігри 2014 | Бразилія | вільна боротьба, до 86 кг | Бронза |

### Виступи на інших змаганнях
| Змагання                                                               | Збірна   | Вагова категорія          | Місце  |
| ---------------------------------------------------------------------- | -------- | ------------------------- | ------ |
| Олімпійський кваліфікаційний турнір з боротьби 2008 (Мартіні)          | Бразилія | вільна боротьба, до 84 кг | 27     |
| Олімпійський кваліфікаційний турнір з боротьби 2008 (Варшава)          | Бразилія | вільна боротьба, до 84 кг | 16     |
| Гран-прі Іспанії з боротьби 2011                                       | Бразилія | вільна боротьба, до 84 кг | 5      |
| Меморіал Вацлава Циолковського 2011                                    | Бразилія | вільна боротьба, до 84 кг | 20     |
| Турнір Дана Колова — Николи Петрова 2012                               | Бразилія | вільна боротьба, до 84 кг | Срібло |
| Олімпійський кваліфікаційний турнір з боротьби 2012 (Кіссіммі-Орландо) | Бразилія | вільна боротьба, до 84 кг | Бронза |
| Олімпійський кваліфікаційний турнір з боротьби 2012 (Тайюань)          | Бразилія | вільна боротьба, до 84 кг | 27     |
| Олімпійський кваліфікаційний турнір з боротьби 2012 (Гельсінкі)        | Бразилія | вільна боротьба, до 84 кг | 26     |
| Кубок Бразилії з боротьби 2012                                         | Бразилія | вільна боротьба, до 84 кг | Срібло |
| Турнір Дана Колова — Николи Петрова 2013                               | Бразилія | вільна боротьба, до 84 кг | 17     |
| Чемпіонат світу з боротьби серед військовослужбовців 2013              | Бразилія | вільна боротьба, до 84 кг | 8      |
| Кубок Бразилії з боротьби 2013                                         | Бразилія | вільна боротьба, до 84 кг | 5      |
| Кубок Гранми з боротьби 2014                                           | Бразилія | вільна боротьба, до 86 кг | 5      |
| Всесвітні ігри військовослужбовців 2015                                | Бразилія | вільна боротьба, до 86 кг | 15     |
| Гран-прі Парижа з боротьби 2016                                        | Бразилія | вільна боротьба, до 86 кг | 14     |
| Олімпійський кваліфікаційний турнір з боротьби 2016 (Фріско)           | Бразилія | вільна боротьба, до 86 кг | 0      |
| Олімпійський кваліфікаційний турнір з боротьби 2016 (Стамбул)          | Бразилія | вільна боротьба, до 86 кг | 11     |